# Shota Hayashi
Shota Hayashi (林 祥太 Hayashi Shota?, nacido el 24 de febrero de 1995 en Kioto) es un futbolista japonés que se desempeña como centrocampista.

## Trayectoria

### Clubes
| Club            | País  | Año    |
| --------------- | ----- | ------ |
| Roasso Kumamoto | Japón | 2017 - |

## Estadística de carrera

### J. League
| Club            | Año   | J. League | J. League | Copa J. League | Copa J. League | Total | Total |
| Club            | Año   | Part.     | Goles     | Part.          | Goles          | Part. | Goles |
| --------------- | ----- | --------- | --------- | -------------- | -------------- | ----- | ----- |
| Roasso Kumamoto | 2017  | 16        | 1         | -              | -              | 16    | 1     |
| Total           | Total | 16        | 1         | 0              | 0              | 16    | 1     |